# イザベル・グラール
マリア・イザベル・グラール・ドラード（Maria Izabel Goulart Dourado、“グラート”あるいは“グーラート”とも、1984年10月23日 - ）は、ブラジル出身の女性ファッションモデル。
177センチメートル・83-60-89。イタリア系ブラジル人。下着ファッションブランド「ビクトリアズ・シークレット」の仕事が最も広く知られてきた。2005年から2008年まで同ブランドの広告塔“エンジェル”の一員として活動、さらにスポーツイラストレイテッド誌の水着特集への登場や、マキシム誌の特集企画「ホット100」への登場などが注目の的となってきた。

## 来歴

### 幼少期
ブラジル・サンパウロ州に出生。極度の長身かつ痩せ身であったことから、幼少期には周囲の誰もから“キリン”と呼ばれ、いわく学校では嫌われ者で常に孤独な状態にあったという。高校時代は特に悲惨で、自身に話し掛けてくる男子は揃って自身ではなく友人目当てといった有り様で、浮いた話の当事者となることはついぞ無かったという。この時期については“激しく悲惨で孤独だった時代”とのちに述懐している。

### モデル業の始動
いわく、地元の町で母親と買い物をしていた最中に美容師からモデル業の道を勧められ、それに感化を受けたことからサンパウロへ移りモデル業を開始。2004年の6月にさっそくサンパウロ・ファッションウィークに参加し、ファッションブランド「イオディス」のビキニを着けてランウェイを歩く運びとなった。

### ランウェイ脱衣事件
初のランウェイ仕事の現場となったそのサンパウロ・ファッションウィークは、自身のその後の経歴を通してたびたび言及を受けることとなる“赤面モノ”の事態に見舞われた現場でもあった。ショーの最中に衣服すなわちビキニが滑り落ち上半身が露出するというハプニングに見舞われ、それがブラジル国内の数多の新聞に取り上げられたことから、一種の狂騒状態を引き起こすに至り知名度が爆発的に上昇。数奇な形での“ロケットスタート”と事後に評された。

### ビクトリアズ・シークレット
2005年に「ビクトリアズ・シークレット」との契約を獲得。ランウェイ方面での活躍から見い出されての3年契約で、ジゼル・ブンチェン、マリサ・ミラー、アドリアナ・リマ、ペトラ・ネムコバ、ならびにアレッサンドラ・アンブロジオなどの面々とともに同ブランドのショーにさっそく出場。さらにその翌2006年に同ブランドの広告塔にあたる“エンジェル”の一員へ。雑誌への露出など多種の活動と併行させつつ、それから2008年に至るまで“エンジェル”の役を務め上げた。

### 雑誌
デビューの年にあたる2005年からというもの、フランス、ブラジル、オーストラリア、スペイン、米国、イギリス、メキシコ、日本など各国で『マリ・クレール』、『ヴォーグ』、『GQ』、『エル』、『エスクァイア』、『ローリング・ストーン』、『ハーパース・バザー』などの雑誌の表紙に登場。わけてもブラジル版以外で初の『ヴォーグ』表紙経験となった2011年における日本版ヴォーグ誌（3月号）への登場は注目を集め、これを受けて「ビクトリアズ・シークレット」の二大巨頭と目されるアドリアナ・リマやアレッサンドラ・アンブロジオに並び立つ存在になり得るとする期待の旨を寄せた評もあった。同年にはFHM誌の企画「世界で最もセクシーな女性100名」に名前が登場、レディー・ガガに次ぐ100位にランクイン。
以後も、ブラジル版『エル』（2012年）・『ヴォーグ』（2013年）・『グラマー』（2013年）・『ハーパース・バザー』（2014年）・『マリ・クレール』（2014年）、スペイン版『ハーパース・バザー』（2012年）、フランス版『ロフィシェル』（2012年）、ギリシャ版『エル』（2012年・2013年）、ならびにメキシコ版『GQ』（2013年）などの雑誌の表紙に登場、ランウェイ方面でも「バルマン」、「ドルチェ＆ガッバーナ」、「ロベルト・カバリ」、「ロエベ」、「エマニュエル・ウンガロ」、「H&M」、ならびに「ビクトリアズ・シークレット」などのファッションブランドのショーに姿を見せている。

## 私生活
フルネームは“マリア・イザベル・グラール・ドゥラード”(Maria Izabel Goulart Dourado)。ニューヨーク在住。ブラジル人の実業家と2006年頃から交際関係にある。それに関しては、婚約関係を示唆する報道もしばしば存在してきたものの、結婚の予定は持たない意向を2010年暮れ頃に自ら明かしている。